# Schermen op de Olympische Zomerspelen 1908
Schermen is een van de sporten die beoefend werden tijdens de Olympische Zomerspelen 1908 in Londen.

## Heren

### degen individueel
| rang   | sporter(s)         | land | punten |
| ------ | ------------------ | ---- | ------ |
| Goud   | Gaston Alibert     | FRA  | 5      |
| Zilver | Alexandre Lippmann | FRA  | 4      |
| Brons  | Eugène Olivier     | FRA  | 4      |
| 4      | Robert Montgomerie | FRA  | 4      |
| 5      | Paul Anspach       | BEL  | 2      |
| 5      | Cecil Haig         | GBR  | 2      |
| 5      | Alfred Labouchere  | NED  | 2      |
| 8      | Martin Holt        | GBR  | 1      |

### degen team
| rang   | sporter(s) | land |
| ------ | --- | ---- |
| Goud   | Gaston Alibert Herman Georges Berger Charles Collignon Eugène Olivier Bernard Gravier Alexandre Lippmann Jean Stern | FRA  |
| Zilver | Charles Leaf Daniell Cecil Haig Martin Holt Robert Montgomerie Edgar Seligman Edgar Amphlett                        | GBR  |
| Brons  | Paul Anspach Désiré Beaurain Ferdinand Feyerick François Rom Fernand de Montigny Victor Willems Fernand Bosmans     | BEL  |
| 4      | Marcello Bertinetti Giuseppe Mangiarotti Riccardo Nowak Abelardo Olivier                                            | ITA  |

### sabel individueel
| rang   | sporter(s)                 | land | punten |
| ------ | -------------------------- | ---- | ------ |
| Goud   | Jenő Fuchs                 | HUN  | 6      |
| Zilver | Béla Zulavszky             | HUN  | 6      |
| Brons  | Vilém Goppold von Lobsdorf | BOH  | 4      |
| 4      | Jenő Szántay               | HUN  | 3      |
| 5      | Péter Tóth                 | HUN  | 3      |
| 6      | Lajos Werkner              | HUN  | 2      |
| 7      | Jetze Doorman              | NED  | 1      |
| 7      | Georges de la Falaise      | FRA  | 1      |

### sabel team
| rang   | sporter(s)                                                                                            | land |
| ------ | --- | ---- |
| Goud   | Jenő Fuchs Oszkár Gerde Péter Tóth Lajos Werkner Dezső Földes                                         | HUN  |
| Zilver | Marcello Bertinetti Riccardo Nowak Abelardo Olivier Alessandro Pirzio-Biroli Sante Ceccherini         | ITA  |
| Brons  | Vlastimil Lada-Sázavský Vilém Goppold von Lobsdorf Bedrich Schejbal Jaroslav Šourek-Tucek Otakar Lada | BOH  |
| 4      | Georges de la Falaise Bernard de Lesseps Marc Perrodon Jean-Joseph Renaud                             | FRA  |

## Medaillespiegel
| rang   | land             | goud | zilver | brons | totaal |
| ------ | ---------------- | ---- | ------ | ----- | ------ |
| 1      | Frankrijk        | 2    | 1      | 1     | 4      |
| 2      | Hongarije        | 2    | 1      | 0     | 3      |
| 3      | Groot-Brittannië | 0    | 1      | 0     | 1      |
| 3      | Italië           | 0    | 1      | 0     | 1      |
| 5      | Bohemen          | 0    | 0      | 2     | 2      |
| 6      | België           | 0    | 0      | 1     | 1      |
| totaal | totaal           | 4    | 4      | 4     | 12     |